# Troostfinale
Een troostfinale, verliezersfinale, bronzen finale of kleine finale wordt in de sport gebruikt voor een wedstrijd om de derde en vierde plaats. Het woord is ontstaan om aan te geven dat beide deelnemers eerst in een knock-outsysteem de halve finale verloren hebben, en zich dus met een bronzen medaille kunnen troosten.
Een bekend voorbeeld van een troostfinale is die van het wereldkampioenschap voetbal. De twee verliezers van de halve finales nemen het dan tegen elkaar op. De winnaar van de wedstrijd wint brons, de ander eindigt als vierde en krijgt geen medaille.
De wedstrijd om de bronzen medaille voor het Europees kampioenschap voetbal wordt niet meer gespeeld, deze is na het EK van 1980 afgeschaft. Het tweede Europese landentoernooi, de UEFA Nations League bevat echter wel een troostfinale. 
Vaak is het de speler of het team dat het meeste kans maakte op het kampioenschap bij een troostfinale in het nadeel. Vaak zijn sporters gedemotiveerd om verder te spelen om de derde plaats. Dit terwijl een team of een sporter die minder kans had gemaakt op de titel, vaak zeer gemotiveerd is om derde te worden.